# Heliga Treenighetens kyrka, Pireus
Heliga Treenighetens kyrka (grekiska: Ιερός Ναός Αγίας Τριάδος, Ieros Naos Agias Triados) är en grekisk-ortodox kyrkobyggnad belägen i hamnstaden Pireus i regionen Attika, i sydöstra Grekland.
Kyrkan är helgad åt Treenigheten.

## Historik

### Ursprungliga kyrkan
Heliga Treenighetens kyrka i Pireus är den andra kyrkan på den platsen. Den byggdes första gången år 1839 av Kyriakos Serfiotis, Pireus första borgmästare.
Den 11 januari 1944, under andra världskriget, blev kyrkan bombad av flygplan som tillhörde de allierade och den förstördes helt. Många som sökte skydd i kyrkan dog under ruinerna.

### Nuvarande kyrkan
Grundstenen till den nuvarande kyrkan lades den 17 juni 1956 och byggnaden invigdes den 17 maj 1964. Kyrkan har en kapacitet på 3 500 personer och arkitekten var George Nomikos. 

## Kyrkan
- Kyrkan är byggd i bysantinsk stil.
- Inne i kyrkan är den centrala delen helgad åt Treenigheten, den högra till apostlarna Petrus och Paulus och den vänstra till sankt Skepi. Det finns även två kapell. Det första kapellet är helgat åt sankt Nektarios och det andra åt Kyrillos och Methodios.
- Ikonostasen är tillverkad i marmor.

## Bilder

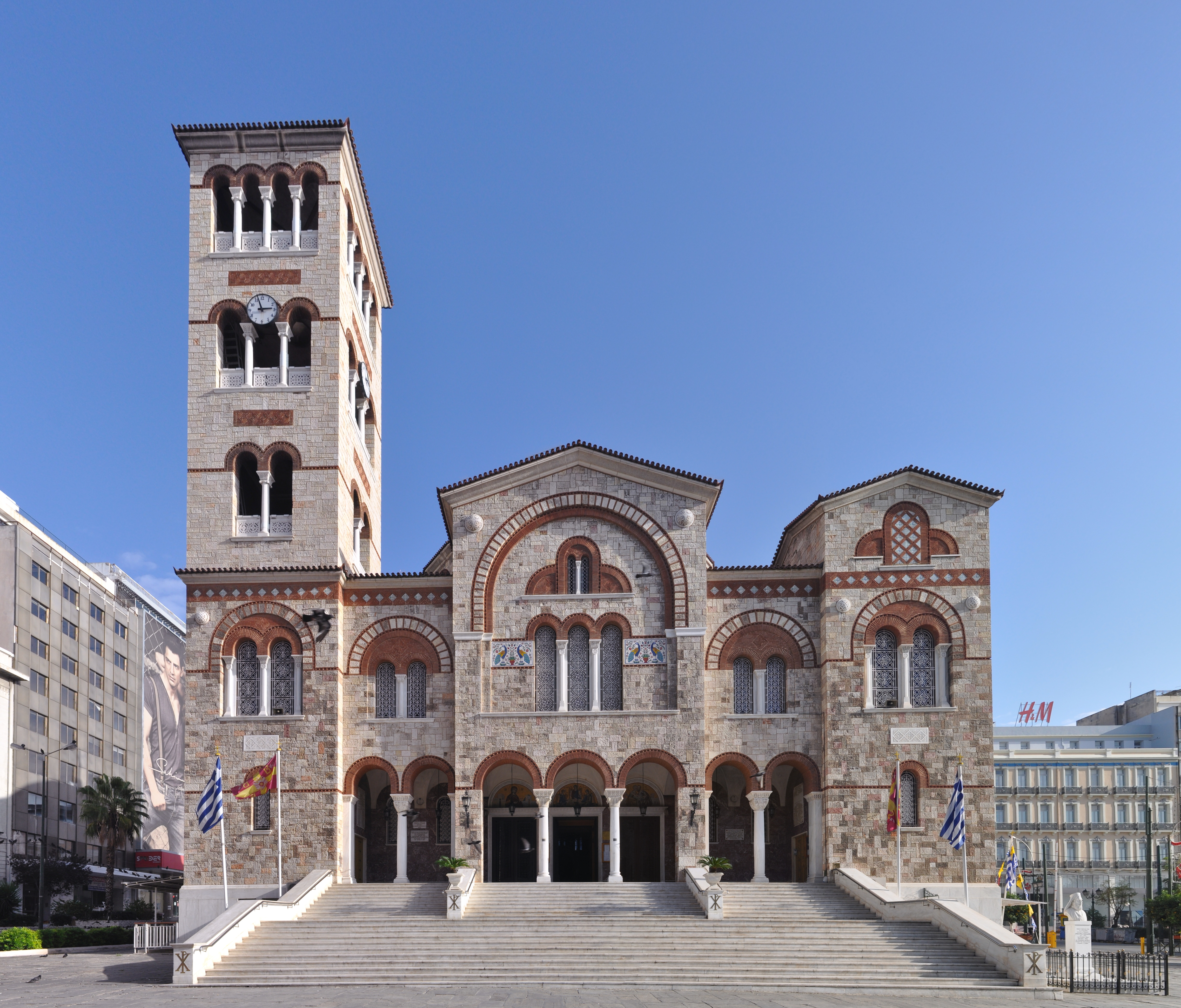
Kyrkans fasad.
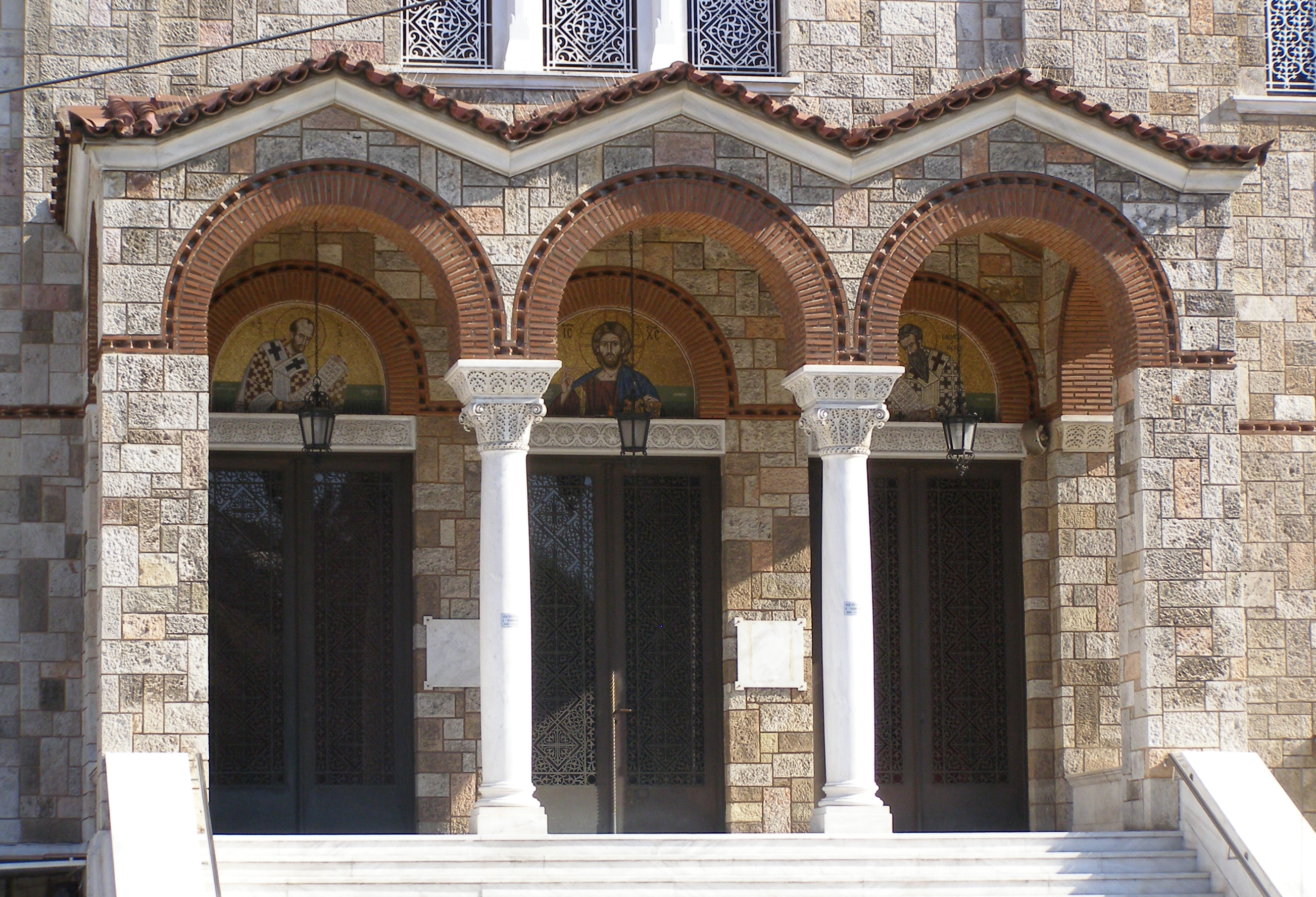
Ingångarna.
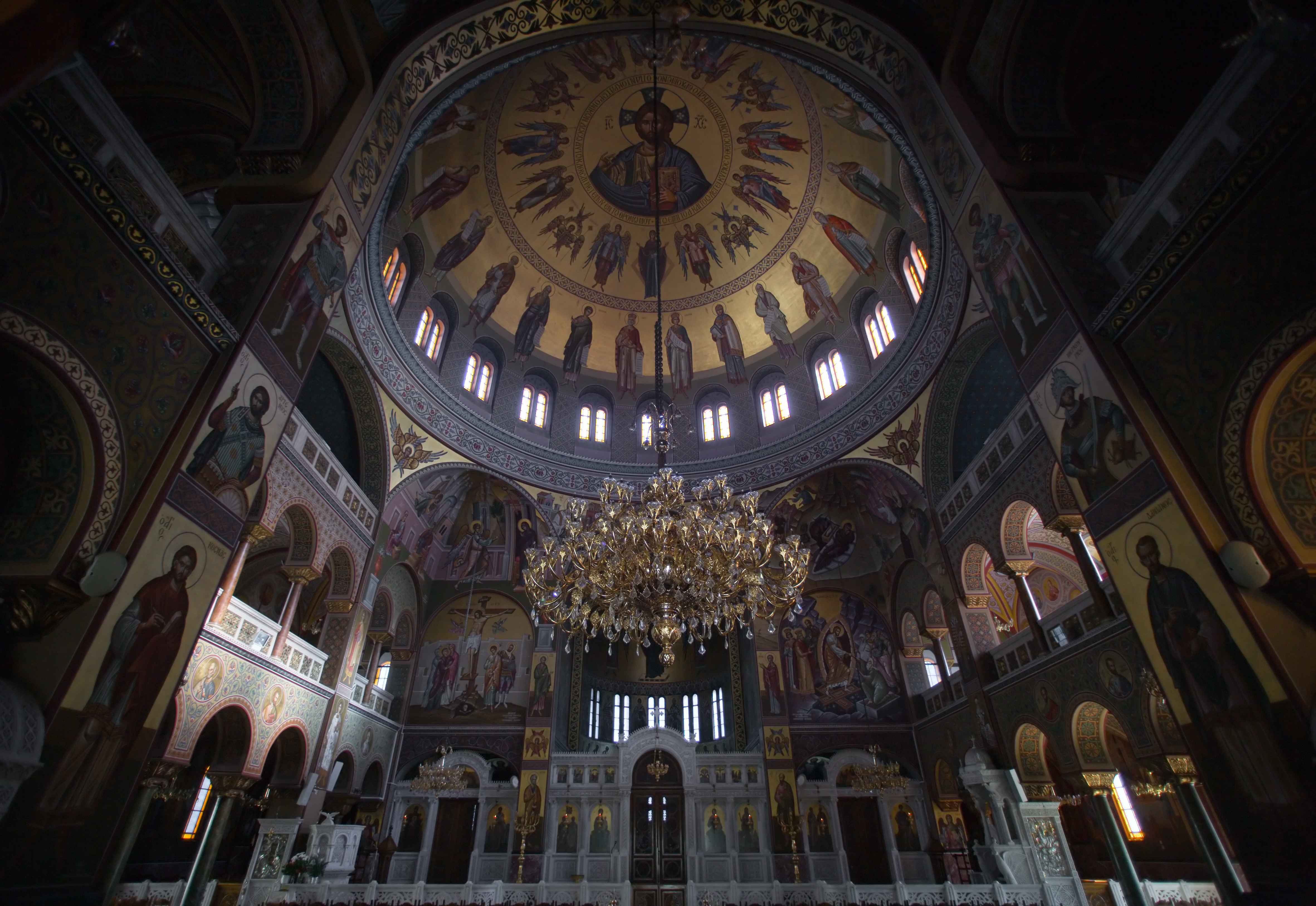
Interiören.
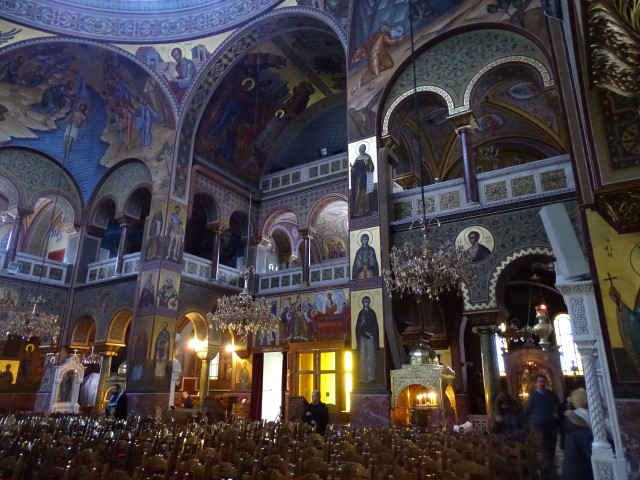
Interiören.
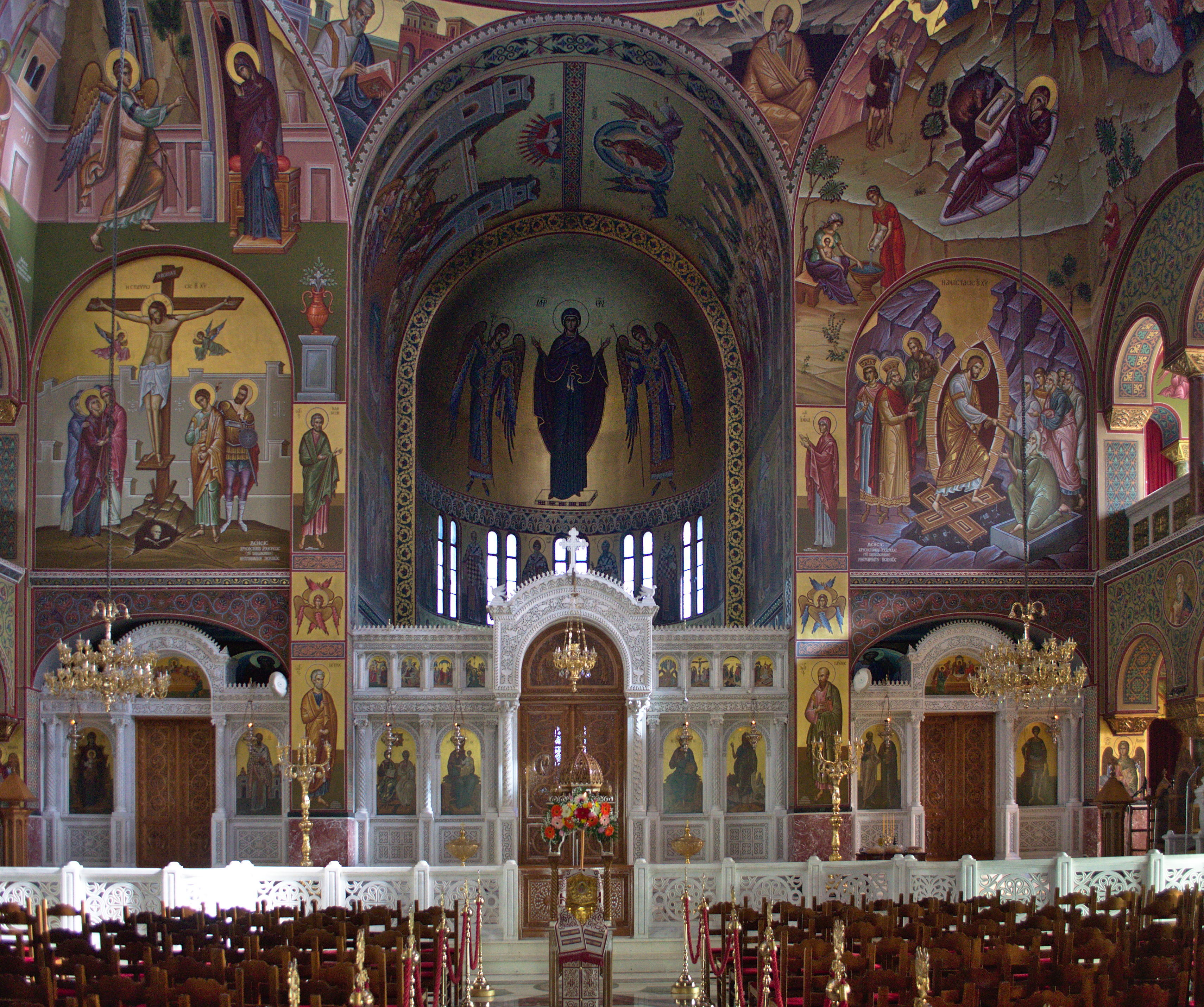
Interiören mot ikonosatsen.
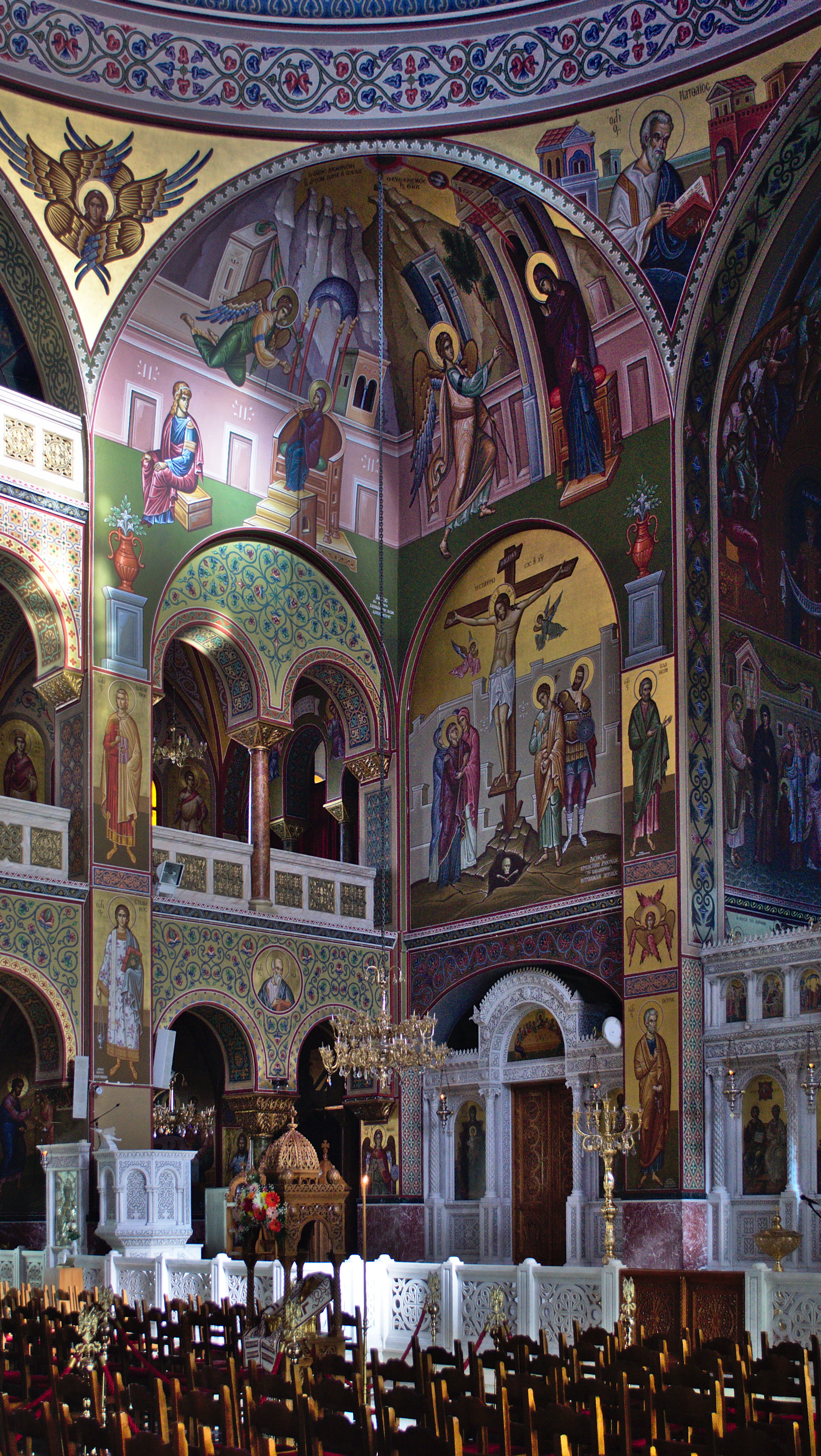
Interiören.